# 아이카와촌 (후쿠시마현)
아이카와촌(相川村)은 후쿠시마현 야마군에 있던 촌이다. 현재의 기타카타시에 해당한다.

## 역사
- 1889년 4월 1일 - 정촌제 시행에 의해 아이카와촌이 단독으로 자치체를 형성하였다.
- 1954년 3월 31일 - 야마토정, 이치노키촌, 와세다니촌 및 아사쿠라촌의 일부와 합병해, 새로운 야마토정이 성립하여, 동일 아이카와촌이 폐지되었다.

## 참고문헌
- 角川日本地名大辞典 7 福島県